# فرانك باركر (لاعب كرة قدم أمريكية)
فرانك باركر (بالإنجليزية: Frank Parker)‏ هو لاعب كرة قدم أمريكية أمريكي، ولد في 16 أكتوبر 1939 في بروكن بو في الولايات المتحدة.

## وصلات خارجية
- فرانك باركر على موقع مرجع كرة القدم المحترفة.كوم (الإنجليزية)